# Yaku-shima
 (février 2010).
Si vous disposez d'ouvrages ou d'articles de référence ou si vous connaissez des sites web de qualité traitant du thème abordé ici, merci de compléter l'article en donnant les références utiles à sa vérifiabilité et en les liant à la section « Notes et références ».
Yaku-shima (屋久島, Yakushima, île Yaku) est une île de l’archipel Ōsumi, située au sud de Kyūshū au Japon, dépendant de la préfecture de Kagoshima.

## Géographie
De forme pentagonale, la superficie d'Yaku-shima est de 505 km2. On y trouve le bourg de Yakushima, peuplé de 13 000 habitants, dont dépend également la centaine d'habitants de Kuchinoerabu-jima. Le bourg fait partie du district de Kumage (préfecture de Kagoshima), au Japon.

### Climat
| Mois                                             | jan.      | fév.      | mars      | avril     | mai       | juin      | jui.      | août      | sep.      | oct.      | nov.      | déc.      | année     |
| ------------------------------------------------ | --------- | --------- | --------- | --------- | --------- | --------- | --------- | --------- | --------- | --------- | --------- | --------- | --------- |
| Température minimale moyenne (°C)                | 8,9       | 9,2       | 11,3      | 14,2      | 17,5      | 21        | 23,9      | 24,6      | 22,8      | 19,4      | 15,2      | 11        | 16,6      |
| Température moyenne (°C)                         | 11,8      | 12,3      | 14,6      | 17,8      | 21        | 23,7      | 27        | 27,5      | 25,7      | 22,2      | 18,2      | 13,9      | 19,6      |
| Température maximale moyenne (°C)                | 14,7      | 15,5      | 18        | 21,4      | 24,5      | 26,9      | 30,5      | 30,9      | 28,9      | 25,2      | 21,2      | 16,8      | 21,1      |
| Record de froid (°C) date du record              | 1 2016    | 0,7 1981  | 1,5 2005  | 4,5 1972  | 10,1 1981 | 13,7 1951 | 18,3 1986 | 19,6 1986 | 15,2 1965 | 9,1 1970  | 5,6 1950  | 2,2 1947  | 0,7 1981  |
| Record de chaleur (°C) date du record            | 25,3 1950 | 26,1 1954 | 29,6 1979 | 29,8 1969 | 31,9 2009 | 34,8 2007 | 35,2 2004 | 35,4 2016 | 34,7 1995 | 31,3 2015 | 30,7 2000 | 26,6 2018 | 35,4 2016 |
| Ensoleillement (h)                               | 74,9      | 83,2      | 117,9     | 146,2     | 152,7     | 100       | 209,9     | 201,3     | 139,8     | 115,9     | 97,3      | 78,8      | 1 515,8   |
| Précipitations (mm)                              | 294,6     | 289,2     | 387       | 405,5     | 444,1     | 860,3     | 362,4     | 256,5     | 450,7     | 309,9     | 309,6     | 281,8     | 4 651,7   |
| Nombre de jours avec précipitations              | 15,5      | 13,6      | 15,2      | 12,6      | 12,6      | 18,5      | 11,5      | 12,9      | 14        | 11,5      | 11,7      | 14,6      | 164,1     |
| dont nombre de jours avec précipitations ≥ 10 mm | 7,5       | 6,5       | 9         | 7,5       | 7,8       | 12,7      | 6,9       | 5,7       | 8,1       | 6,2       | 6,6       | 7,5       | 91,9      |
| Humidité relative (%)                            | 68        | 68        | 69        | 71        | 76        | 85        | 83        | 82        | 81        | 74        | 71        | 69        | 75        |

| Diagramme climatique                                  |              |           |               |               |             |               |               |               |               |               |             |
| J                                                     | F            | M         | A             | M             | J           | J             | A             | S             | O             | N             | D           |
| 14,78,9294,6                                          | 15,59,2289,2 | 1811,3387 | 21,414,2405,5 | 24,517,5444,1 | 26,921860,3 | 30,523,9362,4 | 30,924,6256,5 | 28,922,8450,7 | 25,219,4309,9 | 21,215,2309,6 | 16,811281,8 |
| Moyennes : • Temp. maxi et mini °C • Précipitation mm |              |           |               |               |             |               |               |               |               |               |             |

## Moyens d'accès
Les deux moyens les plus rapides pour accéder à cette île sont :
- l'hydroptère Boeing Jetfoil nommé toppī — jeu de mots avec poisson volant en japonais — qui met environ deux heures (à une vitesse de croisière de 80 km/h) de Kagoshima à l'un des deux ports desservis sur l'île : Miyanoura (宮之浦?) au nord ou Anbō (安房?) à l'est ;
- l'avion, par la JAC, filiale de la JAL desservant les îles, à partir de l'aéroport de Kagoshima. Il faut compter quarante minutes d'avion.

## Environnement

### Réserve de biosphère
Yakushima est désignée réserve de biosphère par l'Unesco en 1980.

### Parc national
Yakushima est protégée par un parc national depuis 2012.

### Site Ramsar
La partie nord-ouest de l'île constitue un site Ramsar depuis le 8 novembre 2005.

### Biodiversité
On peut croiser en tout point de l'île des macaques japonais et des cerfs Sika, qui sont les seuls gros animaux sur l'île, animaux qui ne sont pas du tout craintifs. Il est fréquent que des groupes de singes s'épouillent en bord de route. De certains observatoires sur le rivage, il serait possible d'observer des dauphins. On trouve également sur l'île des lieux de ponte de tortues caouanne, et autour de l'île quelques coraux, bien que beaucoup moins riches que les archipels d'Okinawa ou de Yaeyama. La plupart des espèces présentent sur l’île sont des sous-espèces endémiques, comme le macaque de Yakushima.
Yakushima possède une végétation luxuriante, car il y pleut presque tous les jours. Il existe ainsi un proverbe local qui dit qu'« il pleut 35 jours par mois à Yakushima ». Elle est couverte d'une dense forêt primaire principalement composée d'une variété de Cryptomeria japonica, ou cèdre japonais, appelé yakusugi dont le plus connu est le Jōmon sugi en raison de son âge estimé à 7 000 ans environ (selon la légende), 2 300 ans selon l'estimation scientifique : qui daterait donc de la période Jōmon. Il se situe au centre de l'île et une marche de huit à dix heures (aller-retour) environ sur des sentiers balisés permet d'y accéder. Plusieurs de ces cèdres auraient quelques milliers d'années, comme le Yayoi sugi (de l'époque Yayoi).
On y trouve une cinquantaine de sortes de fleurs particulières à l'île ainsi que plusieurs centaines de mousses rares (dont certaines forêts sont entièrement recouvertes). On recense 1 900 espèces et sous-espèces végétales dont de fameux cèdres millénaires. La curiosité reste le himeshara, un arbre de couleur orangée, dont la sève est froide. Le conducteur du bus qui mène à l'entrée du sentier de randonnée invite par ailleurs à serrer l'arbre dans ses bras lorsqu'on a trop chaud, ceci au risque de paraître bizarre.

## Tourisme
De très nombreuses balades sont possibles sur cette île. Celle menant à Jōmon dure d'environ 8 à 10 h. L'eau est réputée potable dans la montagne, ce qui peut permettre d'éviter de trop se charger. On peut éventuellement faire du canyoning.
Il est possible de visiter la forêt de Shiratani unsui-kyō (白谷雲水峡, littéralement « gorge d'eau et de nuage de Shiratani »), qui a inspiré Hayao Miyazaki pour les films Nausicaä de la vallée du vent et Princesse Mononoké et qui est désormais surnommée Mononoke-hime no mori (もののけ姫の森, la forêt de princesse Mononoké).
Yakushima possède quelques onsen, notamment celui qui se situe au sud de l'île. Le bassin en pierre a été construit dans la mer.

## Patrimoine mondial

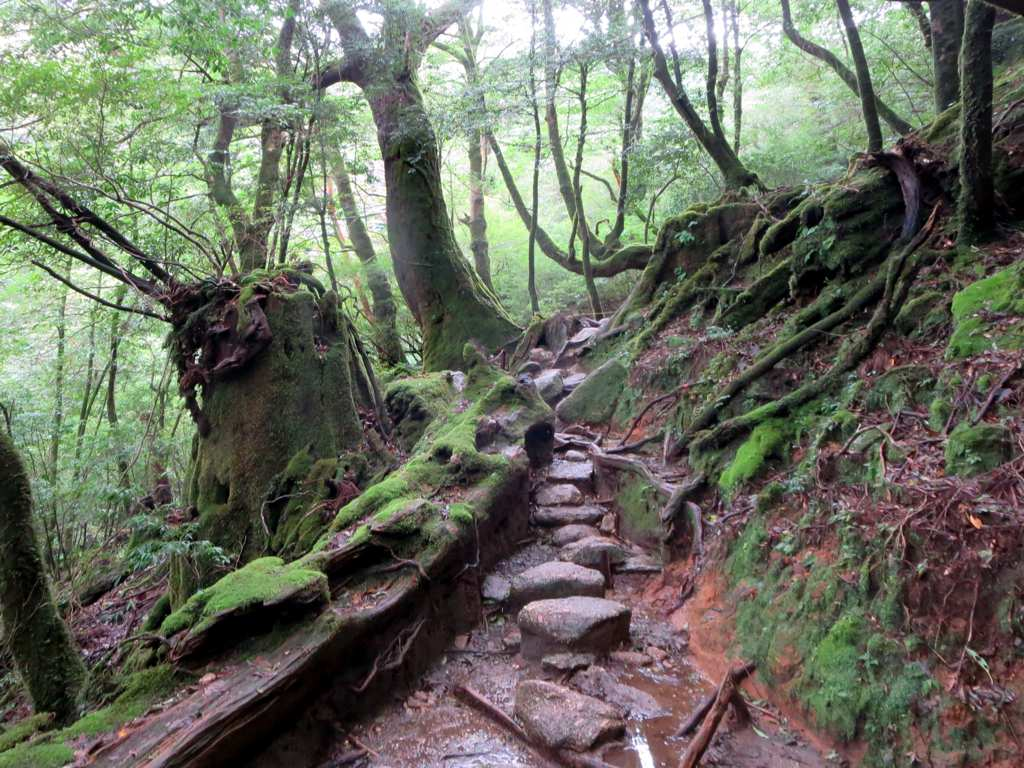
Un chemin dans la forêt de Shiratani Unsuikyo au centre de l'île.

L'île est inscrite au patrimoine mondial de l'UNESCO depuis 1993.

## Filmographie
- Milieu[7], documentaire de Damien Faure, inspiré par la pensée d’Augustin Berque, aaa productions, 54 min.

## Honneur
L'astéroïde (20193) Yakushima est nommé en son honneur.